# Gonzalo Montiel
Gonzalo Ariel Montiel (González Catán, 1º gennaio 1997) è un calciatore argentino, difensore del River Plate e della nazionale argentina, con cui è diventato campione del mondo nel 2022 e campione del Sud America nel 2021 e nel 2024.

## Carriera

### Club

#### River Plate
Soprannominato El Bombero (in italiano "il pompiere"), ha esordito nella massima serie argentina con il River Plate nella stagione 2016.

#### Siviglia e prestito al Nottingham Forest
Il 14 agosto 2021 passa a titolo definitivo al Siviglia, club con cui sottoscrive un contratto di 5 stagioni. Il 31 maggio 2023, subentrato nel secondo tempo della finale di Europa League contro la Roma, realizza il rigore decisivo che consente agli spagnoli di conquistare la settima Europa League su altrettante finali disputate.
Il 23 agosto 2023 passa in prestito con diritto di riscatto agli inglesi del Nottingham Forest.
A fine prestito fa ritorno al Siviglia, con cui disputa 6 partite prima di lasciare il club.
Ritorno al River Plate
Il 20 gennaio 2025 viene ufficializzato il suo ritorno in Argentina al River Plate.

### Nazionale
Nel marzo del 2019 viene convocato per la prima volta con la nazionale maggiore argentina da Lionel Scaloni. Il 22 marzo successiva fa il suo esordio con l'Albiceleste in occasione dell'amichevole disputata allo Stadio Metropolitano contro il Venezuela (3-1).
Nel giugno del 2021 viene inserito da Scaloni nella rosa di ventotto giocatori per la Copa América 2021. Debutta da titolare nella prima gara del girone, pareggiata 1-1 contro il Cile. Gioca anche l'ultima partita della fase a gironi, vinta per 4-1 contro la Bolivia. Subentra poi nella semifinale contro la Colombia, vinta per ai rigori. Il 10 luglio 2021 scende in campo da titolare nella finale contro il Brasile, vinta per 1-0, laureandosi campione della Copa América.

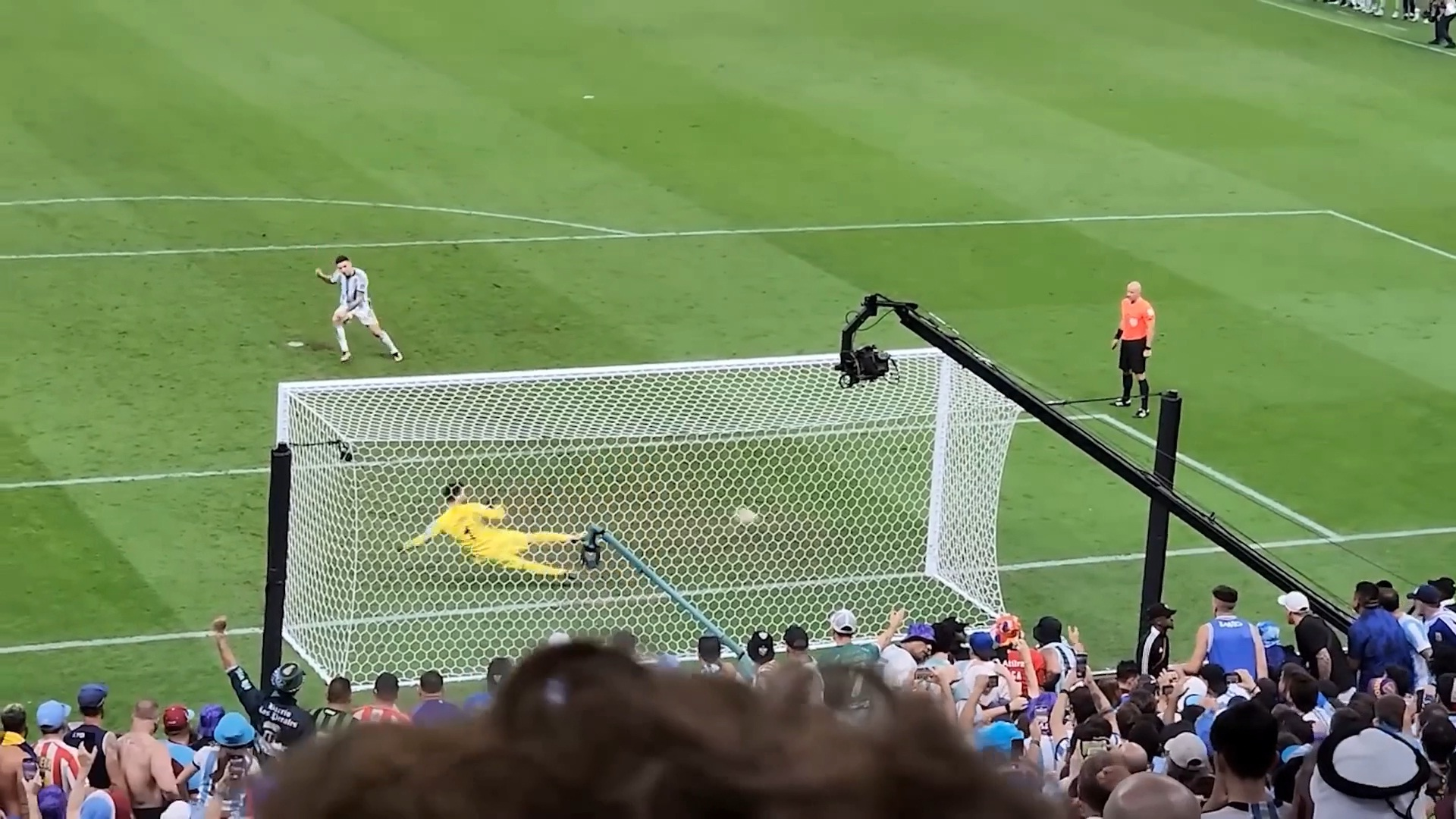
Montiel mentre realizza il rigore decisivo nella finale del Mondiale 2022 contro la Francia.

Nel novembre del 2022 viene incluso nella rosa dell'Albiceleste partecipante al Mondiale in Qatar. Esordisce il 26 novembre successivo nella seconda gara della fase a gironi, vinta per 2-0 contro il Messico. Il 18 dicembre seguente subentra a Nahuel Molina nella finale del Mondiale disputata contro la Francia, terminata 2-2 alla fine dei tempi regolamentari. Dopo il gol del nuovo vantaggio siglato da Lionel Messi, al 118' minuto commette fallo di mano in area di rigore su un tiro di Kylian Mbappé, che dal dischetto trasforma facendo terminare anche i tempi supplementari in parità. Ai rigori, dopo gli errori di Coman e Tchouaméni per i francesi, realizza il quarto e decisivo rigore per l'Argentina, consentendo all'Albiceleste di diventare per la terza volta Campioni del Mondo.
Nella sua prima presenza successiva al Mondiale, realizza anche la sua prima rete con la nazionale il 28 marzo 2023, nell'amichevole vinta per 7-0 contro Curaçao. Nel giugno del 2024 viene inserito nella rosa per la Copa América 2024. Il 15 luglio successivo gioca da titolare la finale vinta per 1-0 contro la Colombia, vincendo per la seconda volta in carriera questo trofeo.

## Statistiche

### Presenze e reti nei club
Statistiche aggiornate al 14 agosto 2025.
| Stagione           | Squadra            | Campionato         | Campionato | Campionato | Coppe nazionali | Coppe nazionali | Coppe nazionali | Coppe continentali | Coppe continentali | Coppe continentali | Altre coppe | Altre coppe | Altre coppe | Totale | Totale |
| Stagione           | Squadra            | Comp               | Pres       | Reti       | Comp            | Pres            | Reti            | Comp               | Pres               | Reti               | Comp        | Pres        | Reti        | Pres   | Reti   |
| ------------------ | ------------------ | ------------------ | ---------- | ---------- | --------------- | --------------- | --------------- | ------------------ | ------------------ | ------------------ | ----------- | ----------- | ----------- | ------ | ------ |
| 2016               | River Plate        | PD                 | 1          | 0          | CA              | 1               | 0               | -                  | -                  | -                  | -           | -           | -           | 2      | 0      |
| 2016-2017          | River Plate        | PD                 | 4          | 0          | CA              | 4               | 0               | CL                 | 3                  | 1                  | -           | -           | -           | 11     | 1      |
| 2017-2018          | River Plate        | PD                 | 15         | 0          | CA              | 3               | 0               | CL                 | 14                 | 0                  | SA+CmC      | 1+1         | 0+0         | 34     | 0      |
| 2018-2019          | River Plate        | PD                 | 12         | 0          | CA+CS           | 4+1             | 0+0             | CL                 | 12                 | 0                  | RS          | 1           | 0           | 30     | 0      |
| 2019-2020          | River Plate        | PD                 | 19         | 0          | CA+CDAM         | 2+9             | 0+0             | CL                 | 11                 | 1                  | -           | -           | -           | 41     | 1      |
| 2021               | River Plate        | PD                 | 4          | 0          | CLP             | 8               | 3               | CL                 | 5                  | 1                  | -           | -           | -           | 17     | 4      |
| 2021-2022          | Siviglia           | PD                 | 18         | 1          | CR              | 4               | 0               | UCL+UEL            | 4+2                | 0+0                | -           | -           | -           | 28     | 1      |
| 2022-2023          | Siviglia           | PD                 | 28         | 0          | CR              | 4               | 0               | UCL+UEL            | 4+7                | 1+0                | -           | -           | -           | 43     | 1      |
| ago. 2023          | Siviglia           | PD                 | 0          | 0          | CR              | 0               | 0               | UCL                | 0                  | 0                  | SU          | 1           | 0           | 1      | 0      |
| ago. 2023-2024     | Nottingham Forest  | PL                 | 14         | 0          | FACup+CdL       | 4+1             | 0+0             | -                  | -                  | -                  | -           | -           | -           | 19     | 0      |
| 2024-gen. 2025     | Siviglia           | PD                 | 6          | 0          | CR              | 3               | 1               | -                  | -                  | -                  | -           | -           | -           | 9      | 1      |
| Totale Siviglia    | Totale Siviglia    | Totale Siviglia    | 52         | 1          |                 | 11              | 1               |                    | 17                 | 1                  |             | 1           | 0           | 81     | 3      |
| 2025               | River Plate        | PD                 | 16+1       | 1+0        | CA              | 1               | 2               | CL                 | 4                  | 0                  | SI+CmC      | 1+3         | 0           | 26     | 3      |
| Totale River Plate | Totale River Plate | Totale River Plate | 71+1       | 1          |                 | 33              | 5               |                    | 49                 | 3                  |             | 7           | 0           | 161    | 9      |
| Totale carriera    | Totale carriera    | Totale carriera    | 138        | 2          |                 | 49              | 6               |                    | 66                 | 4                  |             | 8           | 0           | 261    | 12     |

### Cronologia presenze e reti in nazionale
| Cronologia completa delle presenze e delle reti in nazionale ― Argentina | Cronologia completa delle presenze e delle reti in nazionale ― Argentina | Cronologia completa delle presenze e delle reti in nazionale ― Argentina | Cronologia completa delle presenze e delle reti in nazionale ― Argentina | Cronologia completa delle presenze e delle reti in nazionale ― Argentina | Cronologia completa delle presenze e delle reti in nazionale ― Argentina | Cronologia completa delle presenze e delle reti in nazionale ― Argentina | Cronologia completa delle presenze e delle reti in nazionale ― Argentina |
| Data                                                                     | Città                                                                    | In casa                                                                  | Risultato                                                                | Ospiti                                                                   | Competizione                                                             | Reti                                                                     | Note                                                                     |
| ------------------------------------------------------------------------ | ------------------------------------------------------------------------ | ------------------------------------------------------------------------ | ------------------------------------------------------------------------ | ------------------------------------------------------------------------ | ------------------------------------------------------------------------ | ------------------------------------------------------------------------ | ------------------------------------------------------------------------ |
| 22-3-2019                                                                | Madrid                                                                   | Argentina                                                                | 1 – 3                                                                    | Venezuela                                                                | Amichevole                                                               | -                                                                        |                                                                          |
| 26-3-2019                                                                | Tangeri                                                                  | Marocco                                                                  | 0 – 1                                                                    | Argentina                                                                | Amichevole                                                               | -                                                                        |                                                                          |
| 5-9-2019                                                                 | Los Angeles                                                              | Cile                                                                     | 0 – 0                                                                    | Argentina                                                                | Amichevole                                                               | -                                                                        | 59’                                                                      |
| 10-9-2019                                                                | San Antonio                                                              | Argentina                                                                | 4 – 0                                                                    | Messico                                                                  | Amichevole                                                               | -                                                                        |                                                                          |
| 8-10-2020                                                                | Buenos Aires                                                             | Argentina                                                                | 1 – 0                                                                    | Ecuador                                                                  | Qual. Mondiali 2022                                                      | -                                                                        | 84’                                                                      |
| 13-10-2020                                                               | La Paz                                                                   | Bolivia                                                                  | 1 – 2                                                                    | Argentina                                                                | Qual. Mondiali 2022                                                      | -                                                                        |                                                                          |
| 12-11-2020                                                               | Buenos Aires                                                             | Argentina                                                                | 1 – 1                                                                    | Paraguay                                                                 | Qual. Mondiali 2022                                                      | -                                                                        | 73’                                                                      |
| 17-11-2020                                                               | Lima                                                                     | Perù                                                                     | 0 – 2                                                                    | Argentina                                                                | Qual. Mondiali 2022                                                      | -                                                                        |                                                                          |
| 8-6-2021                                                                 | Barranquilla                                                             | Colombia                                                                 | 2 – 2                                                                    | Argentina                                                                | Qual. Mondiali 2022                                                      | -                                                                        |                                                                          |
| 14-6-2021                                                                | Rio de Janeiro                                                           | Argentina                                                                | 1 – 1                                                                    | Cile                                                                     | Coppa America 2021 - 1º turno                                            | -                                                                        | 85’                                                                      |
| 28-6-2021                                                                | Cuiabá                                                                   | Bolivia                                                                  | 1 – 4                                                                    | Argentina                                                                | Coppa America 2021 - 1º turno                                            | -                                                                        |                                                                          |
| 6-7-2021                                                                 | Brasilia                                                                 | Argentina                                                                | 1 – 1 dts (3 – 2 dtr)                                                    | Colombia                                                                 | Coppa America 2021 - Semifinale                                          | -                                                                        | 46’ 72’                                                                  |
| 10-7-2021                                                                | Rio de Janeiro                                                           | Argentina                                                                | 1 – 0                                                                    | Brasile                                                                  | Coppa America 2021 - Finale                                              | -                                                                        | 89’                                                                      |
| 1-2-2022                                                                 | Córdoba                                                                  | Argentina                                                                | 1 – 0                                                                    | Colombia                                                                 | Qual. Mondiali 2022                                                      | -                                                                        | 58’                                                                      |
| 29-3-2022                                                                | Guayaquil                                                                | Ecuador                                                                  | 1 – 1                                                                    | Argentina                                                                | Qual. Mondiali 2022                                                      | -                                                                        | 78’                                                                      |
| 5-6-2022                                                                 | Pamplona                                                                 | Argentina                                                                | 5 – 0                                                                    | Estonia                                                                  | Amichevole                                                               | -                                                                        | 74’                                                                      |
| 27-9-2022                                                                | Harrison                                                                 | Argentina                                                                | 3 – 0                                                                    | Giamaica                                                                 | Amichevole                                                               | -                                                                        | 79’                                                                      |
| 16-11-2022                                                               | Abu Dhabi                                                                | Emirati Arabi Uniti                                                      | 0 – 5                                                                    | Argentina                                                                | Amichevole                                                               | -                                                                        | 46’                                                                      |
| 26-11-2022                                                               | Lusail                                                                   | Argentina                                                                | 2 – 0                                                                    | Messico                                                                  | Mondiali 2022 - 1º turno                                                 | -                                                                        | 43’ 63’                                                                  |
| 3-12-2022                                                                | Al Rayyan                                                                | Argentina                                                                | 2 – 1                                                                    | Australia                                                                | Mondiali 2022 - Ottavi di finale                                         | -                                                                        | 80’                                                                      |
| 9-12-2022                                                                | Lusail                                                                   | Paesi Bassi                                                              | 2 – 2 dts (3 – 4 dtr)                                                    | Argentina                                                                | Mondiali 2022 - Quarti di finale                                         | -                                                                        | 105’ 109’                                                                |
| 18-12-2022                                                               | Lusail                                                                   | Argentina                                                                | 3 – 3 dts (4 – 2 dtr)                                                    | Francia                                                                  | Mondiali 2022 - Finale                                                   | -                                                                        | 90+1’ 117’                                                               |
| 28-3-2023                                                                | Santiago del Estero                                                      | Argentina                                                                | 7 – 0                                                                    | Curaçao                                                                  | Amichevole                                                               | 1                                                                        |                                                                          |
| 17-10-2023                                                               | Lima                                                                     | Perù                                                                     | 0 – 2                                                                    | Argentina                                                                | Qual. Mondiali 2026                                                      | -                                                                        | 34’                                                                      |
| 9-6-2024                                                                 | Chicago                                                                  | Argentina                                                                | 1 – 0                                                                    | Ecuador                                                                  | Amichevole                                                               | -                                                                        | 86’                                                                      |
| 14-6-2024                                                                | Landover                                                                 | Argentina                                                                | 4 – 1                                                                    | Guatemala                                                                | Amichevole                                                               | -                                                                        | 71’                                                                      |
| 20-6-2024                                                                | Atlanta                                                                  | Argentina                                                                | 2 – 0                                                                    | Canada                                                                   | Coppa America 2024 - 1º turno                                            | -                                                                        | 89’                                                                      |
| 25-6-2024                                                                | East Rutherford                                                          | Cile                                                                     | 0 – 1                                                                    | Argentina                                                                | Coppa America 2024 - 1º turno                                            | -                                                                        | 83’                                                                      |
| 29-6-2024                                                                | Miami Gardens                                                            | Argentina                                                                | 2 – 0                                                                    | Perù                                                                     | Coppa America 2024 - 1º turno                                            | -                                                                        |                                                                          |
| 4-7-2024                                                                 | Houston                                                                  | Argentina                                                                | 1 – 1 (4 – 2 dtr)                                                        | Ecuador                                                                  | Coppa America 2024 - Quarti di finale                                    | -                                                                        | 90+5’                                                                    |
| 9-7-2024                                                                 | East Rutherford                                                          | Argentina                                                                | 2 – 0                                                                    | Canada                                                                   | Coppa America 2024 - Semifinale                                          | -                                                                        | 71’                                                                      |
| 14-7-2024                                                                | Miami Gardens                                                            | Argentina                                                                | 1 – 0 dts                                                                | Colombia                                                                 | Coppa America 2024 - Finale                                              | -                                                                        | 72’                                                                      |
| 10-9-2024                                                                | Barranquilla                                                             | Colombia                                                                 | 2 – 1                                                                    | Argentina                                                                | Qual. Mondiali 2026                                                      | -                                                                        | 21’ 46’                                                                  |
| 10-10-2024                                                               | Maturín                                                                  | Venezuela                                                                | 1 – 1                                                                    | Argentina                                                                | Qual. Mondiali 2026                                                      | -                                                                        | 46’                                                                      |
| 14-11-2024                                                               | Asunción                                                                 | Paraguay                                                                 | 2 – 1                                                                    | Argentina                                                                | Qual. Mondiali 2026                                                      | -                                                                        | 78’                                                                      |
| 19-11-2024                                                               | Buenos Aires                                                             | Argentina                                                                | 1 – 0                                                                    | Perù                                                                     | Qual. Mondiali 2026                                                      | -                                                                        | 76’                                                                      |
| Totale                                                                   |                                                                          | Presenze                                                                 | 36                                                                       |                                                                          | Reti                                                                     | 1                                                                        |                                                                          |

## Palmarès

### Club

#### Competizioni nazionali
- Coppa d'Argentina: 3

River Plate: 2015-2016, 2016-2017, 2018-2019
- Supercopa Argentina: 1

River Plate: 2017

#### Competizioni internazionali
- Coppa Libertadores: 1

River Plate: 2018
- Recopa Sudamericana: 1

River Plate: 2019
- UEFA Europa League: 1

Siviglia: 2022-2023
- UEFA-CONMEBOL Club Challenge: 1

Siviglia: 2023

### Nazionale
- Coppa America: 2

Brasile 2021, Stati Uniti 2024
- Campionato mondiale: 1

Qatar 2022